# De-mail
De-Mail est un moyen de communication qui doit permettre l'échange de donnée confidentielles et contractuelles par Internet. De-Mail est un projet du gouvernement allemand en partenariat avec plusieurs fournisseurs de services. Le but est de permettre une réduction des coûts des échanges de documents pour les entreprises.